# سان بييدرو ديل بيناتار
بلدية سان بييدرو ديل بيناتار (بالإسبانية: San Pedro del Pinatar) هي بلدية تقع في منطقة مرسية جنوب شرق إسبانيا.

## الديموغرافيا
بلغ عدد سكان بلدية سان بييدرو ديل بيناتار 24.093 نسمة عام 2011 (وفقاً للمعهد الوطني الإسباني للإحصاء).
| 13.644 | 15.008 | 17.199 | 19.666 | 22.217 | 23.738 | 24.093 |

## أعلام
- ماريانو سانشيز
- كريستينا غوميز
- إيميليو كاستيلار